# Elasmosoma trichopygidium
Elasmosoma trichopygidium är en stekelart som beskrevs av Sergey A. Belokobylskij 2000. Elasmosoma trichopygidium ingår i släktet Elasmosoma och familjen bracksteklar. Inga underarter finns listade i Catalogue of Life.